# 8번 출구
8번 출구(8番出口, The Exit 8)는 2023년 코타케 크리에이트가 개발하고 배급한 어드벤처 게임이다. 워킹 시뮬레이터로 홍보된 이 게임은 플레이어가 일본 전철역 통로를 걸어가며 이상 현상을 발견하여 역 출구에 도달하는 것을 목표로 한다. 이 게임은 2023년 11월 29일 스팀에 처음 출시되었고, 이후 2024년 4월 17일 닌텐도 스위치, 2024년 8월 8일 플레이스테이션 4 및 플레이스테이션 5, 2025년 1월 9일 엑스박스 시리즈 X/S, 2025년 3월에 안드로이드와 IOS로 플레이즘을 통해 출시되었다. 마이디어레스트가 공동 개발 및 배급한 가상 현실 버전인 8번 출구 VR은 2024년 7월 11일 메타 퀘스트 2, 메타 퀘스트 프로, 메타 퀘스트 3용으로 출시되었고, 이후 스팀에도 출시되었다.
8번 출구는 9개월 동안 개발되었으며, 짧은 시간과 낮은 예산으로 제작되었다. 이 게임은 지하 통로의 "초현실적인" 분위기와 호러 게임 시리즈 'I'm on Observation Duty'에서 영감을 받아 이상 현상 메커니즘을 만들었다. 배경은 고토구의 기요스미시라카와역을 포함한 여러 일본 전철역을 모델로 했다.
8번 출구는 긍정적인 평가를 받았는데, 많은 평론가들이 게임의 심리적 공포와 사실적인 환경을 칭찬했지만, 짧은 플레이 시간과 낮은 재플레이성을 비판했다. 이 게임은 여러 상 후보에 올랐으며, 일본 게임 산업에서 많은 상을 수상했다. 또한, 이 게임은 150만 회 이상의 다운로드를 기록했다. 게임 출시 이후, 8번 출구에서 영감을 받은 다양한 게임들이 출시되었으며, 이들은 "8번 출구 라이크"로 불렸다. 이 게임의 속편인 '플랫폼 8'은 2024년 5월 31일 출시되었다. 게임의 실사 영화 각색판은 2025년 8월 29일에 개봉될 예정이다.

## 게임 플레이
8번 출구는 1인칭 3차원 (3D) 워킹 시뮬레이터 장르의 게임으로, 퍼즐 및 심리적 공포 요소가 가미되어 있다. 백룸과 같은 경계 공간의 개념에서 영감을 받아, 이 게임은 일본 전철 통로를 배경으로 한다. 플레이어가 통로를 빠져나올 때마다 통로는 끝없이 반복되는 것처럼 보이며, 심지어 지나가는 사람도 루프에 갇힌 것처럼 나타난다. 8번 출구의 핵심 게임 플레이는 다른 그림 찾기와 유사하며, 플레이어는 방의 레이아웃에서 이상 현상을 찾아 식별해야 한다. 이상 현상이 없으면 플레이어는 복도를 따라 진행해야 하며, 이상 현상이 있으면 뒤로 돌아왔던 길로 가야 한다. 플레이어는 역의 끝에 도달하기 위해 연속으로 8번 올바른 판단을 내려야 한다. 플레이어가 주어진 방 레이아웃에 대한 판단을 잘못 내리면, 진행 상황은 0번 출구로 다시 초기화된다.
게임의 이상 현상은 표지판의 다른 메시지, 반복되는 포스터 디자인, 지나가는 사람의 비율 차이, 정전 등 미묘한 차이부터 다양하다. 붉은 물이 쏟아져 나오거나 벽 타일로 위장한 남자가 너무 가까이 가면 플레이어를 쫓아오는 등, 플레이어가 충분히 빨리 되돌아가지 않으면 진행 상황을 초기화할 수 있는 특정 이상 현상도 있다. 일부 이상 현상은 게임의 VR 버전에만 존재한다.

## 개발 및 출시

### 개발
8번 출구는 일본 인디 개발자 코타케 크리에이트 (코타케노토케케로도 알려짐)가 언리얼 엔진 5로 개발했다. 이 게임은 코타케가 몇 년 동안 미출시 게임 개발에 시간을 보낸 후 간단한 게임을 만들고자 하는 열망과 지하 통로를 배경으로 한 게임을 만들고 싶은 욕구에서 시작되었다. 일본 웹사이트 게임 메이커스와의 인터뷰에서 코타케는 이 게임 개발에 9개월 이상이 걸렸으며, 6개월은 기획 및 프로토타입 제작, 3개월은 최종 개발에 할애했다고 밝혔다. 게임 테스트 동안 코타케는 인디 개발자를 위한 인큐베이션 프로그램인 iGi (indie Game incubator)의 일원이었으며, 이 프로그램에서 진행된 쇼케이스 이벤트에서 다른 개발자들에게 게임 프로토타입을 플레이 테스트해달라고 요청했다. 코타케 크리에이트는 지하 통로와 같은 폐쇄된 공간의 초현실적인 분위기를 좋아했으며, 이것이 루프 기반 게임을 만들도록 영감을 주었다고 밝혔다. 게임의 초기 구상에서는 플레이어가 지하철 열차에 탑승할 수 있었지만, 개발 제약으로 인해 복도 배경으로만 제한되었다. 열차와 관련된 요소는 8번 출구의 속편의 배경으로 재사용되었다.
개발 중 루프 메커니즘에 대한 또 다른 영향은 2021년 어드벤처 게임 트웰브 미닛으로, 12분 후에 게임 이벤트가 반복되는 메커니즘이 특징이었다. 8번 출구의 주요 영감 중 하나는 감시 카메라와 이상 현상 찾기를 기반으로 한 호러 게임 'I'm on Observation Duty'에서 비롯되었으며, 이를 통해 다른 그림 찾기가 호러 테마와 잘 통합될 수 있음을 깨달았다. 또한 보안 카메라 영상 메커니즘은 루프 영상을 연상시켰고, 이는 루프 메커니즘에 또 다른 영향을 주었다. 게임이 단순함을 염두에 두고 개발된 방식에 대해 질문을 받았을 때, 코타케는 7~8년 동안 인디 개발자로 일하면서 쌓인 그의 감정과 경험이 축적된 결과일 가능성이 높다고 언급했지만, 인사이드와 같이 그가 좋아하는 게임들을 의식했으며, 튜토리얼이 없다는 점을 언급했다.
게임의 이상 현상을 만들 때, 코타케 크리에이트는 P.T.와 샤이닝과 같은 작품에서 영감을 받아 이상 현상을 "경계적인 공포"와 "불안함" 수준으로 유지하고 싶었다고 밝혔다. 게임 개발 중, 이상 현상을 처리하는 초기 개념에는 카메라를 사용하여 이상 현상을 촬영하거나 총으로 이상 현상을 쏘는 것이 포함되었지만, 코타케는 이는 게임의 배경과 맞지 않는다고 생각했다. 또한, 게임 개발을 짧은 시간과 저예산으로 유지하기 위해 대신 "진행 또는 되돌아가기" 메커니즘을 채택했다.
버즈피드 재팬과 게임 메이커스의 질문에 대해 코타케 크리에이트는 게임의 배경이 되는 복도가 실제 장소를 모델로 했지만, 해당 역에 문제를 일으킬 수 있어 역의 이름을 밝히지 않겠다고 언급했다. 더 나아가, 기요스미시라카와역의 설치 미술이 게임의 이상 현상 중 하나에 직접적인 영감을 주었다고 언급했다. 해당 설치 미술은 복도 천장에 무작위로 흩어져 있는 대각선 천장 조명으로, "지상에서 벌어지는 번잡함을 닮았다"고 한다.

### 출시
이 게임은 2023년 11월 3일 개발자의 X 계정에 예고편과 함께 처음 발표되었으며, 그 달 말 일본어와 영어로 출시될 예정이었다. 8번 출구는 2023년 11월 29일 스팀을 통해 전 세계에 출시되었다. 출시 며칠 후, 코타케 크리에이트는 플레이어가 1분 안에 게임 끝까지 글리치할 수 있는 익스플로잇을 수정하기 위한 패치를 출시했다. 2024년 4월 17일 일본에서 닌텐도 인디 월드 프레젠테이션이 방송되는 동안, 이 게임은 같은 날 닌텐도 스위치로 전 세계에 출시되었다. 이 버전의 게임은 일본 배급사 플레이즘이 배급했다. 플레이즘은 이후 2024년 8월 8일 플레이스테이션 4 및 플레이스테이션 5용 게임 버전을 발표하고 출시했다. 2024년 8월, 8번 출구와 그 속편인 플랫폼 8을 포함한 물리적 번들이 2024년 11월 28일 출시될 것이라고 발표되었다. 2025년 1월, 플레이즘은 엑스박스 시리즈 X/S용 게임을 발표하고 출시했다. 2025년 3월 28일, 플레이즘은 안드로이드 및 IOS 기기용 게임 버전을 발표했으며, iOS는 같은 날 출시되었고 안드로이드는 3월 31일 출시되었다.

The Exit 8 VR 로고

2024년 6월 초, 일본의 가상 현실 개발자 및 배급사 마이디어레스트는 메타 퀘스트 헤드셋 라인업을 위한 VR 버전 게임인 8번 출구 VR을 발표했다. 발표 후, 게임 데모는 2024년 6월 7일부터 7월 7일까지 진행된 "요조한 미야시타 파크 by 메타 퀘스트 3" VR/MR 데모 행사에서 미야시타 파크 쇼핑 단지에 전시되었다. 이 게임은 2024년 7월 11일 메타 퀘스트 2, 메타 퀘스트 프로, 메타 퀘스트 3용으로 출시되었다. VR 버전 출시를 기념하기 위해 온라인 가상 세계 플랫폼 VRChat에 게임에서 영감을 받은 월드가 출시되었다. 2024년 9월, 마이디어레스트는 SteamVR을 지원하는 이 버전을 스팀에 출시했다.

### 속편
게임의 성공에 힘입어 코타케 크리에이트는 미공개 비디오 게임 개발사에서 3D 아티스트 직을 그만두고 프리랜서 개발자가 되었다. 8번 출구 출시 후 일본 웹사이트 Game*Spark와의 인터뷰에서 코타케는 게임의 속편 제작 가능성을 언급하며, 새로운 이상 현상으로 원작을 업데이트하는 것보다 새로운 게임을 만드는 것을 선호한다고 밝혔다. 이후 게임 메이커스와의 인터뷰에서 코타케 크리에이트는 "운영 비용 절감"을 위해 8번 출구에 나오는 가상의 광고 대신 실제 광고를 유치하는 것을 고려하고 있다고 언급했다. 이것은 2024년 2월 말에 추가되었는데, 개발자는 자신의 X 계정을 통해 8번 출구의 속편에 등장할 게스트 광고를 받고 있다고 발표했다. 다음 달, 코타케는 속편인 '플랫폼 8'의 스팀 페이지를 공개했으며, 출시 시기는 "4월 말 또는 5월 초"로 잡았다. 전작과 달리 '플랫폼 8'은 끝없이 이어지는 기차를 배경으로 하며, 플레이어는 기차에서 벗어나기 위해 이상 현상을 찾아야 한다. 이 게임은 2024년 5월 31일 전 세계 스팀에 출시되었다. 닌텐도 스위치 이식판은 2024년 8월에 같은 해 11월 28일 출시될 것이라고 발표되었다.
플랫폼 8 출시 후, 코타케 크리에이트는 이 시리즈의 속편을 더 이상 만들고 싶지 않다고 밝혔으며, 게임에 만족하고 있으며 8번 출구를 개발하기 위해 개발을 중단했던 호러 어드벤처 게임 'Strange Shadows' (2025년 예정) 작업을 계속하고 싶다고 말했다.

## 평가

### 비평가 반응

#### 오리지널 버전
리뷰 애그리게이터 웹사이트 오픈크리틱에 따르면, 8번 출구는 7개 리뷰를 기반으로 평균 72/100점을 받았으며, 비평가 중 57%가 게임을 추천했다.
많은 비평가들은 8번 출구가 게임의 배경과 플레이어에게 미치는 영향에서 심리적 공포를 사용한 점을 칭찬했다. 게임제보의 메리엘 그린은 이 게임이 지하철에서 길을 잃는다는 많은 사람들의 두려움과 "쉽게" 연결된다고 설명하며, 통로가 "깊이 불안한 분위기"를 풍긴다고 덧붙였다. 그녀는 또한 환경이 매우 생생하며 게임 플레이가 실제 영상으로 오해될 수 있을 정도라고 언급했는데, 이는 게임의 공포감을 더욱 증폭시켰다고 말했다. 하드코어 게이머의 조던 헬름은 이 게임이 불편함을 이용하여 플레이어가 목격하는 것에 대한 불확실성과 불신을 만들어내는 방법을 언급했다. 이것을 게임의 "가장 큰 장점"이라고 묘사하며, 헬름은 한 번의 잘못된 결정이 플레이어의 전체 진행 상황을 초기화시키기 때문에 이진 의사결정이 스트레스가 될 수 있도록 게임이 어떻게 관리하는지에 대해 썼고, 이는 플레이어의 판단에 편집증과 불신을 스며들게 한다고 말했다.
반대로 Siliconera의 제니 라다는 게임이 그녀를 편안하게 만들었고 복도가 안전하고 몰입감을 느끼게 했다고 언급했다. 라다는 게임이 너무 편안하게 만들어서 그녀가 실수를 저지를 수 있도록 했다고 말하며, 재플레이 가능성에 도움이 될 수 있다고 덧붙였다. 그녀는 게임이 "걷고 '실수'를 골라내는 것이 이상하게도 편안하다"고 말했다. Rock, Paper, Shotgun의 에드 쏜은 리뷰에서 게임이 일본 코미디와 게임 쇼 유머를 모방하는 데 "훌륭한 일"을 했다고 자세히 설명하며, 일부 이상 현상은 더 기발하고 환상적인 면으로 기울었다고 덧붙였다. 그는 게임이 "용과 같이에 어울릴 것"이라고 평했다.
비평가들이 게임에 대해 가졌던 한 가지 단점은 짧은 플레이 시간이었다. 라다의 리뷰에서 그녀는 게임을 잘하고 운이 좋으면 플레이어가 완료하는 데 "15~30분"밖에 걸리지 않는다고 언급하며, "충분히 많이 플레이하면 모든 것을 다 했고 다시 돌아올 이유가 없다"고 덧붙였다. 조던 헬름은 코타케 크리에이트가 이 게임을 미래에 더 야심차고 대담한 프로젝트의 기반으로 사용하기를 바란다고 언급했다. 그러나 헬름은 코타케가 더 긴 플레이 시간을 가진 다른 게임들보다 "더 정당한 몰입과 흥미로운 디자인"을 가진 "15분짜리 경험"을 만들어냈다고 덧붙였다.

#### VR 버전
원작과 마찬가지로 '8번 출구 VR'은 비평가들로부터 전반적으로 좋은 평가를 받았으며, 많은 사람들이 가상 현실의 사용이 게임 플레이와 환경을 향상시키는 데 도움이 되었다고 주장했다. UploadVR의 앨리샤 해딕은 리뷰에서 이 버전이 플레이할 때 전반적인 불안감을 높여주었다고 설명하며, 이 게임이 퀘스트 헤드셋에 "자연스럽게 어울린다"고 평가했다. 도쿄의 노기자카역을 방문했던 기억을 떠올리며, 해딕은 "명백히 어긋난" 익숙한 장소로 돌아가는 것이 가상 현실의 몰입감으로 인해 더욱 향상되었다고 느꼈고, 헤드셋을 착용했을 때 플레이의 긴장감이 높아졌다고 말했다.
Siliconera의 제니 라다는 게임의 단순한 특성과 VR에서의 구현이 VR에서 이점을 얻었으며, 헤드셋이 게임의 사운드 디자인과 오디오 신호를 향상시켜 더 쉽게 감지할 수 있도록 도왔다고 언급했다. 그녀는 또한 VR이 이상 현상 사냥에 도움이 되었고, 특정 이상 현상을 가까이서 관찰할 수 있게 하여 더 불안하고 재미있는 경험을 제공했다고 느꼈다. 그녀는 "스위치에서는 불가능했던 방식으로 몰입감을 제공한다"고 썼다. 라다와 비슷한 감정을 공유하며, 디 이스케이피스트의 숀 시차키는 게임의 시각적 요소가 "놀라웠다"고 말하며 경험을 훨씬 더 인상 깊게 만들었다고 밝혔다. 심지어 그가 탐험하는 환경이 "단순히 또 다른 비디오 게임을 하는 것"이 아니라 실제 생활과 더 흡사하게 느껴진다고 언급했다. 더 나아가 시차키는 게임의 사운드 디자인을 칭찬하며 "전기의 단조로운 윙윙거림"이 "무미건조하고 다소 고요한" 환경을 깨뜨렸다고 언급했다. 그는 소음과 플레이어의 발소리가 게임에서 유일한 소리 중 일부인 것이 "잘 실행되었다"고 느끼며 이상 현상을 더 쉽게 감지할 수 있도록 했다고 말했다. 리얼 사운드의 미즈키 히스이는 시각적 요소는 원작과 비슷했지만 VR 버전의 분위기는 실제와 비슷하다고 썼으며, 조명과 발소리가 3D로 들리면서 플레이할 때 외로움이 더 강하게 느껴진다고 덧붙였다. 이어서 히스이는 VR 헤드셋으로 시야가 좁아져 이상 현상이 원작보다 더 어렵고 무서워져 게임이 더 즐거웠다고 썼다.

### 판매
게임 출시 당시, 첫날 3만 장이 판매되었다고 발표되었다. 4월 17일까지 코타케 크리에이트는 게임의 스팀 출시본이 50만 장 판매되었다고 발표했다. 닌텐도 스위치 출시 이틀 후, 8번 출구는 그 주 일본에서 가장 많이 다운로드된 스위치 게임이 되었으며, 버니 가든과 수박게임과 같은 게임들을 제쳤다. 2024년 8월 보도 자료에 따르면, 이 게임은 100만 회 이상의 다운로드를 기록했으며, 스위치 버전이 이 이정표를 달성하는 데 크게 기여했다는 시사점이 있었다. 2024년에 이 게임은 일본 닌텐도 스위치 e숍에서 수박게임에 이어 두 번째로 많이 다운로드된 게임이 되었다. 2025년 1월까지 플레이즘은 이 게임이 모든 버전에서 전 세계적으로 140만 회 이상의 다운로드를 달성했다고 발표했다. 2025년 3월 현재, 8번 출구는 전 세계적으로 150만 회 이상의 다운로드를 기록했다.

### 수상
8번 출구는 일본 게임 산업에서 여러 상을 수상했다. 2024년 일본 게임 대상에서 브레이크스루상을 수상했으며, 선정 위원회는 게임의 "창의적인" 아이디어를 칭찬했다. 2024년 CEDEC 어워즈에서는 게임의 "단순하고 이해하기 쉬운 디자인"과 익숙한 풍경을 통합하는 창의성으로 게임 디자인 부문 우수상을 수상했다. 교토부가 교토 기반의 젊은 창작자들을 인정하기 위해 개최한 "교토 디지털 어뮤즈먼트 어워즈"에서 코타케 크리에이트는 8번 출구 작업으로 지사상 (대상)을 수상했다. "전격 인디 게임 어워즈 2024"에서 8번 출구는 2024년 최고의 인디 게임 10위로 선정되었다. 제27회 인디펜던트 게임 페스티벌에서 8번 출구는 누오보 상 후보에 올랐으며, Consume Me에게 패했다. 8번 출구는 또한 "제41회 2024년 신어·유행어 대상"과 "인터넷 유행어 대상"에서 각각 대상과 인터넷 유행어 대상 후보에 올랐으며, 후자 시상식에서 10위를 차지했다.

## 유산

### 8번 출구 라이크
8번 출구 출시 이후, 게임의 전제에서 영감을 받은 인디 게임들이 온라인에 쏟아져 나왔다. 언론 매체와 개발자 모두 "8번 출구 라이크"라고 부르는 이 게임들은 8번 출구와 유사하거나 심지어 동일한 게임 플레이를 특징으로 하지만, 종종 다른 환경을 배경으로 하며, 경계 공간 미학을 포착하려는 경우가 많다. 예를 들어 쇼핑 센터, 병원 또는 지하철 열차 등이 있다. 그러한 게임 중 하나인 "0th Floor -The cursed elevator to Floor 0 -"는 엘리베이터를 배경으로 하며, 플레이어는 건물 내 여러 층에서 이상 현상을 찾아야 하는데, 각 층은 다른 배경을 가지고 있다. 일부 8번 출구 라이크 게임은 괴물과 유령과 같은 초자연적 존재를 추가하는 등 게임 플레이의 호러적인 측면을 더 강조했다. 더 독특한 8번 출구 라이크 중 하나는 "트랙 넘버 9"로, 2차원 픽셀 아트 스타일의 어드벤처 게임이며, 플레이어는 지하철 플랫폼에서 34개의 이상 현상을 찾아야 한다.
대량의 모방작에 대해 코타케 크리에이트는 8번 출구 라이크 게임 플레이 영상의 썸네일이나 제목이 원작 게임과의 연관성을 나타낼 수 있는 방식으로 사용되는 것을 용납하지 않는다고 밝혔다. 코타케는 자신의 입장을 더 자세히 설명하며, 8번 출구를 "표절"하는 게임에 대한 메시지를 받았지만, 그의 게임도 다른 게임의 영향을 받았기 때문에 화를 내지 않았다고 밝혔다. 코타케는 또한 같은 공식을 사용하는 게임을 만드는 것을 막을 수 없기 때문에 이 장르를 용납했으며, "아이디어는 저작권이 없다"고 덧붙였다. 그는 자신의 창작물이 장르를 "개척"하게 되어 기쁘다고 말했다. 또한 개발자는 자신이 기대하는 일부 8번 출구 라이크 게임의 링크를 공유했으며, "개발자로서, 정확히 같은 설정이나 게임 플레이 시스템 등이 아니라면, '기존 게임에 새로운 변형을 가하는' 새로운 게임을 만드는 것은 절대적으로 괜찮다고 생각한다"고 밝혔다. 가장 주목할 만한 사례 중 하나는 2024년 1월 플레이스테이션 스토어에 출시된 '8번 출구 9'였다. 이 게임이 8번 출구와 매우 유사했기 때문에, 게임의 온라인 팬들은 코타케 크리에이트에게 모방작에 대해 질문했고, 그는 8번 출구 9와의 어떠한 관련도 부인했다. 오토마톤 웨스트의 베리티 타운센드는 모방작 개발자들이 원작 게임이 콘솔에 출시되지 않았다는 사실을 이용하고 있었다고 추측했다. 8번 출구의 플레이스테이션 버전 출시 이후, 해당 모방작은 '8번 출구 메트로'로 리브랜딩되었다. 2025년 2월 현재, 이 게임의 상점 페이지는 PS 스토어에서 삭제되었다. 인터뷰에서 코타케는 False Dreams, Victor's Test Night, Dead End를 그에게 인상 깊었던 8번 출구 라이크 게임으로 꼽았다.

### 인기
오토마톤 웨스트는 게임 출시 후 온라인 팬들이 게임에 등장하는 NPC 지나가는 사람에게 애정을 갖게 되었고, 팬 아트나 판타시 스타 온라인 2 또는 소울칼리버 VI와 같은 게임에서 캐릭터를 재현하는 등 그의 모습을 담은 작품을 만들었다고 보도했다. 후퇴하는 헤어라인과 작업복, 서류 가방을 든 중년 남자로 묘사되는 지나가는 사람은 복도를 따라 걸어가기만 하며, 가끔 게임의 여러 이상 현상 중 하나가 될 수 있지만, 실제로 플레이어와 상호작용하지는 않는다. 기사 작성자인 후지와라 히데아키는 일부 팬들이 그 캐릭터에 대해 그렇게 열정적으로 느낀 이유를 추측하며, NPC가 게임에서 유일한 실제 사람이라는 점 때문에 팬들은 지나가는 사람을 "플레이어에게 안전과 친숙함의 원천"으로 보며, 이러한 감정이 계속해서 쌓였을 것이라고 믿었다. 이상 현상을 발견하기 위해 게임의 모든 측면을 면밀히 조사해야 한다는 점을 고려할 때, 그는 플레이어들이 지나가는 사람의 특정 특징을 알아차리게 될 것이라고 덧붙이며, 그 남자가 "은근한 근육질"이라고 묘사했다. 대안적으로 후지와라는 이러한 감정이 "노출 효과"에서 비롯되었을 수도 있다고 주장했는데, 이는 플레이어가 지나가는 사람을 반복해서 지나쳐 가기만 해도 캐릭터를 좋아하게 만들었다. 그 캐릭터에 대해 질문을 받았을 때, 코타케 크리에이트는 자신도 개발 중 그 남성에게 정이 들었고, 플레이어들의 리뷰에서 그 남성에 대한 댓글을 읽는 것을 좋아했다고 언급하며, 그 남성이 게임에서 가장 큰 폴리곤 모델이 되어 약 14만 폴리곤에 달했다고 덧붙였다. 이 캐릭터는 게임의 속편인 '플랫폼 8'에도 등장했다. 8번 출구가 100만 다운로드를 달성한 것을 기념하여, 지나가는 사람을 특징으로 하는 상품 라인이 2024년 8월 23일부터 9월 30일까지 이케부쿠로 파르코 백화점에서 한정 기간 동안 판매되었다.
2024년 4월 중순, 일본의 제약 회사 아스 제약(アース製薬)은 그들의 구강 세정제 제품인 몬다민을 광고하기 위해 게임을 패러디한 웹 광고를 출시했다. 회사의 X 계정의 실수로 인해 코타케 크리에이트는 사용자들에게 광고가 협업을 통해 제작된 것이 아니라 단순히 회사가 게임을 패러디할 수 있도록 허가를 내준 것임을 밝혔다. 2025년 3월 말, 8번 출구 콘텐츠는 협업의 일환으로 게임 전격가의 메이드 카페 업데이트에 포함되었다.

### 영화
8번 출구 비디오 게임을 기반으로 한 실사 영화가 2024년 12월 27일 도호에 의해 발표되었으며, 카와무라 겐키가 각본, 제작 및 감독을 맡을 예정이다. 니노미야 카즈나리가 "길 잃은 남자" 역을, 카와치 야마토가 "걷는 남자" 역을 맡은 이 영화는 2025년 8월 29일에 개봉될 예정이다.